# Gnocchi al Castelmagno
Gli gnocchi al Castelmagno sono un primo piatto italiano tradizionale del Piemonte e principalmente preparato nella provincia di Cuneo.

## Storia
Il piatto risulta ideato dal gastronomo Luigi Veronelli quando scoprì la cucina della Valle Grana.

## Descrizione
Gli gnocchi al Castelmagno sono insaporiti da una salsa a base di tale formaggio, burro, panna, sale e pepe. Vengono talvolta insaporiti con la noce moscata.